# Pittsburg (Kansas)
Pittsburg ist eine Stadt im US-Bundesstaat Kansas im Crawford County. Das U.S. Census Bureau hat bei der Volkszählung 2020 eine Einwohnerzahl von 20.646 ermittelt. 

## Geschichte
Pittsburg entstand im Herbst 1876 an einer Eisenbahnlinie, die durch die Nachbarschaft gebaut wurde. Die Siedlung wurde nach Pittsburgh in Pennsylvania, benannt, und Karten der Zeit geben den Namen der Stadt als New Pittsburgh an. George Hobson und Franklin Playter gelten als die Gründer der Stadt, die nach den Anfängen als Kohlebergbaulager in den 1870er Jahren eine Verwaltung gründeten. Das "New" wurde bei der Erhebung der Siedlung als Stadt dritter Klasse am 21. Juni 1880 fallen gelassen, mit M. M. Snow als erstem Bürgermeister. 1892 wurde sie zu einer Stadt zweiter Klasse erhoben, 1905 erreichte Pittsburg den Rang einer Stadt erster Klasse.
Das erste Wohnhaus wurde im Juli 1876 von J. T. Roach gebaut. Das erste Postamt in Pittsburg wurde im August 1876 eingerichtet. Der Name des Postamtes wurde 1881 von "New Pittsburgh" auf "Pittsburgh" und 1894 auf "Pittsburg" verkürzt. Die letztgenannte Umbenennung erfolgte, nachdem das United States Board on Geographic Names im Interesse der Standardisierung empfohlen hatte, das 'h' aus Ortsnamen, die auf "burgh" enden, zu streichen.

## Demografie
Nach einer Schätzung von 2019 leben in Pittsburg 20.050 Menschen. Die Bevölkerung teilte sich im selben Jahr auf in 86,9 % Weiße, 3,9 % Afroamerikaner, 0,6 % amerikanische Ureinwohner, 3,1 % Asiaten und 4,1 % mit zwei oder mehr Ethnizitäten. Hispanics oder Latinos aller Ethnien machten 9,5 % der Bevölkerung aus. Das mittlere Haushaltseinkommen lag bei 34.956 US-Dollar und die Armutsquote bei 27,3 %.
| Jahr | Einwohner¹ |
| ---- | ---------- |
| 1900 | 10.112     |
| 1950 | 19.341     |
| 1960 | 18.678     |
| 1970 | 20.171     |
| 1980 | 18.770     |
| 1990 | 17.775     |
| 2000 | 19.243     |
| 2010 | 20.233     |
| 2020 | 20.646     |

¹ 1900 – 2020: Volkszählungsergebnisse

## Bildung
In Pittsburg befindet sich die Pittsburg State University, eine öffentliche Hochschule. Daneben befinden sich in Pittsburg auch zwei Community Colleges und mehrere High Schools sowie weitere Bildungseinrichtungen.

## Söhne und Töchter der Stadt
- Edward White Patterson (1895–1940), Politiker
- Harold A. Scheib (1918–1986), Filmtechniker und Erfinder
- Lee Allen (1926–1994), Musiker
- Roy Glenn (1914–1971), Schauspieler
- Dennis Rader (* 1945), Serienmörder